# ウクライナのキリスト教の歴史
ウクライナにおけるキリスト教は、現在のウクライナの領土で1世紀末に始まり、988年から991年にかけてアスコルドの洗礼によりキエフ大公国の国教となった。ウクライナ独立後、唯一の正規な正教会としてウクライナ正教会が認められている。

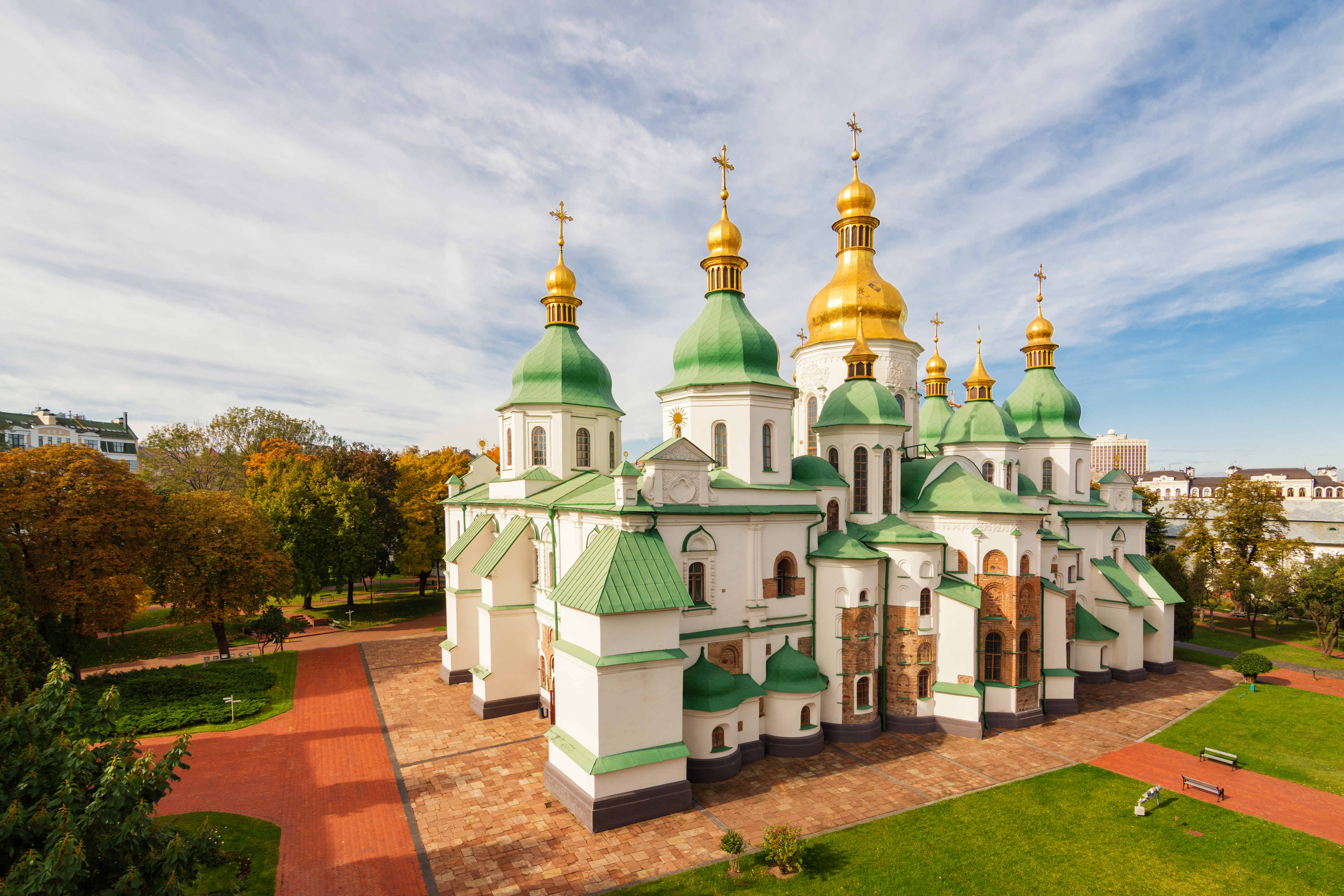
聖ソフィア大聖堂、キエフ府主教区の中心

## 歴史

### キエフ大公国時代（1240年まで）
キリスト教は、ビザンツ帝国との交易や軍事遠征を通じて、ウラジーミル大公が国教とする以前からウクライナの地に浸透していた。988年のアスコルドの洗礼後、キエフ府主教区が設立され、コンスタンティノープル総主教庁の管轄下に置かれたが、内部管理では実質的に独立していた。府主教区は16の主教区を擁し、そのうち10がウクライナの地にあった。
- 1世紀半ば：伝承によれば、使途アンデレがクリミア、ドニプロ川沿い、キエフの丘で布教[3]。
- 97年：ローマ教皇クレメンス1世がクリミアのケルソネソスで殉教。
- 4世紀：南ウクライナのゴート族にキリスト教が広まる（ギリシャ人仲介）。
- 8世紀：トムタロカン（英語版）に主教区設立。
- 860年：アスコルドのコンスタンティノープル攻撃中、一部ルーシ軍が洗礼（アスコルドの洗礼（ウクライナ語版））。
- 860-861年：聖キュリロスがクリミアでキリスト教徒と接触。
- 882年：キエフに聖ニコラオス教会建設（アスコルドの墓上に）。
- 899年：プシェムィシルに主教記録、初の主教アントニー・ドブルィニャ（ウクライナ語版）（1218-1225年）。
- 944年：イーゴリ1世のビザンツとの条約にキリスト教徒の使者が登場。キエフの聖イリヤ教会言及。
- 955年：オリガが洗礼（13世紀半ばに列聖）、コンスタンティノープル訪問（957年）。
- 961年：マクデブルクの聖アダルベルト（英語版）がキエフに派遣。
- 988年：ウラジーミル大公によるルーシの洗礼（英語版）。キエフ、チェルニーヒウ、ビールホロド、ヴォロディーミルに主教区設立（1240年までに10主教区）。ウラジーミルは13世紀半ばに列聖。
- 989-996年：キエフに什一聖堂建設。
- 1015年：ボリスとグレブの殺害、1019年に東方教会で初のルーシ聖人として列聖。
- 1037-1054年：聖ソフィア大聖堂建設。
- 1051年：キーウ・ペチェールシク大修道院設立。
- 1051-1054年：イラリオン、ルーシ人初の府主教。
- 1054年：東西教会の分裂、ウクライナ教会への影響開始。
- 1073-1074年：キエフ・ペチェルシク大修道院の創設者アントニー（英語版）とテオドシウス（英語版）の死去。
- 1106-1108年：チェルニーヒウの修道院長ダニエル（ウクライナ語版）の聖地巡礼（「ダニエルの巡礼記」）。
- 1147年：主教会議でクリメント・スモリャチッチ（ウクライナ語版）がコンスタンティノープルの承認なく府主教に選出。ガリツィア主教区（ウクライナ語版）設立（初代主教コスマ）。
- 1169年：スーズダリのアンドレイによるキエフの略奪（ウクライナ語版）、教会と修道院の略奪。

### キエフ大公国の衰退と府主教区の分裂（1240-1458年）
1240年のモンゴル侵攻でキエフは政治・宗教の中心を失い、北方のヴラジーミルやモスクワ、西方のハールィチ・ヴォルィーニ大公国、リトアニア大公国がその役割を担った。キエフ府主教区はヴラジーミルに移り、「キエフおよび全ルーシの府主教」を名乗ったが、モスクワとウクライナ・ルーシの対立により、1458年にキエフ府主教区とモスクワ府主教区に分裂した。
- 1240年：モンゴル侵攻で約600の教会と20の修道院が破壊。
- 1243年：府主教キリル2世（ウクライナ語版）がキエフを離れ、ヴラジーミルに滞在。
- 1299年：府主教マクシム（英語版）がキエフからヴラジーミルに府主教座を移転。
- 1245年：府主教ピョートル・アケロヴィチ（ウクライナ語版）が第1リヨン公会議に参加、モンゴル対策を訴える。
- 1253年：ダニーロ・ロマーノヴィチが教皇の使者により王として戴冠。
- 1274年：ヴラジーミルの地方主教会議で教会規則を制定。
- 1303-1347年：ハールィチ府主教区（ウクライナ語版）（府主教ニフォント（ウクライナ語版））、1371-1401年に再設置。
- 1354年：コンスタンティノープル総主教フィロセオス1世（英語版）がモスクワをキエフ府主教区の中心と承認、リトアニア府主教区（ウクライナ語版）を設立（1419年まで断続的に存続）。
- 1415年：ノヴゴロドの教会会議がモスクワの府主教フォティオスに反抗、グリゴリイ・ツァンブラク（ウクライナ語版）をキエフ府主教に選出（1415-1419年）。
- 1418年：グリゴリイ・ツァンブラクがコンスタンツ公会議に参加。
- 1439年：府主教キエフのイシドール（英語版）がフィレンツェ公会議で東西教会の合同に署名。
- 1443年：ポーランド王ヴワディスワフ3世がルーシ教会にカトリックと同等の権利を付与。
- 1458年：キエフ府主教区の最終分裂、ウクライナ正教会（ウクライナ語版）（11主教区）とモスクワ府主教区（1589年から総主教庁）に分離。

### リトアニア・ポーランド時代とブレスト合同まで（1458-1596年）
ポーランド・リトアニア共和国の世俗権力による制限は教会の自由を弱め、規律の弛緩と権威の低下を招いた。上流階級は宗教改革やカトリックに傾き、市民や同胞団が教会の保護者となった。これがブレスト合同への動きを促した。
- 1463年：リヴィウ生神女就寝同胞団（ウクライナ語版）の初記録、1586年にスタヴロピギア権獲得。
- 1491年：ムカチェヴェ主教区が設置（初代主教イヴァン、コンスタンティノープル総主教直属）。
- 1498年：ポーランド王が正教会の任命権を掌握。
- 1507年：府主教ヨシフ2世ソルタン（ウクライナ語版）が教会を再編、1509年ヴィリニュス会議で「規則」を制定。
- 1511年：国王ジグムント1世が正教会の権利を保証、1563年にジグムント2世が正教貴族の権利を付与。
- 1539年：ガリツィア主教区（ウクライナ語版）の復活（リヴィウ、マカリイ・トゥチャプスキー（ウクライナ語版）主教、1539-1549年）。
- 1560年代：西ウクライナにプロテスタント宣教師が到来。
- 1568年：イエズス会がウクライナで活動開始、学校設立。
- 1581年：教会スラヴ語で記されたオストロク聖書が成立（イヴァン・フョードロフ（英語版））。
- 1588-1589年：コンスタンティノープル総主教イェレミアス2世がウクライナを訪問、府主教オニシフォル・ディヴォチュカ（ウクライナ語版）を解任。
- 1590年：正教とカトリックの主教による合同交渉。
- 1595年：合同賛成派の主教イパチイ・ポティエ（英語版）とキリル・テルレツキー（ウクライナ語版）がローマを訪問。

### ブレスト合同と正教・合同教会の分裂（1595-1685年）
1596年のブレスト合同は正教とカトリックの合同を宣言したが、正教側はこれを拒否し、対立が激化した。正教はコサックや新設の教会階級で強化を図り、合同教会はポーランド・リトアニア共和国の支援を期待した。この時期、ペトロー・モヒーラ（正教）やヨシフ・ヴェリャミン・ルツキー（合同教会）の改革が注目された。
- 1596年：ブレスト合同が合同派の会議で宣言、正教側は並行会議で反対。
- 1599年：ヴィリニュスで正教とプロテスタントの協定、1606年にサンドミールで合同会議。
- 1609年：ポーランド議会がウクライナ・ベラルーシ住民の合同派と正教の分離を承認、寛容を勧告。
- 1613-1637年：府主教ヨシフ・ヴェリャミン・ルツキーが修道生活を再編。
- 1615年：キエフの生神女福音同胞団（ウクライナ語版）と学校設立、1632年にコレギウム、1701年にキエフ・モヒーラ・アカデミーに発展。
- 1620年：エルサレム総主教フェオファン3世（英語版）により正教階級が復活、キエフ府主教区（ウクライナ語版）再興（府主教ヨブ・ボレツキー（ウクライナ語版））。
- 1623年：合同派の活動家ヨサファト・クンツェヴィチ（英語版）がポロツクで殺害（1867年列聖）。
- 1626年：コブリン協会会議（ウクライナ語版）で合同派が正教との合同を議論。
- 1627年：ペトロー・モヒーラがキエフ・ペチェルシク大修道院の院長、1632-1647年に府主教。
- 1632年：ポーランド議会が「ギリシャ宗教の平穏の諸点」を承認、正教の権利を部分的に回復。
- 1633年：キエフが正教府主教の公式な所在地に復帰。
- 1640年：キエフ会議で「正教信仰告白」を承認。
- 1646年：ウージュホロド合同（英語版）（ザカルパッチャ）。
- 1658年：ハージャチ条約（英語版）が正教会の特権を復活、合同の廃止を要求。
- 1680年：ルブリンで正教と合同派の和解を試みる。

### 1686年から18世紀末まで
ロシアの影響力増大により、ウクライナ正教会はモスクワ総主教庁に服属し、自治を失いロシア化が進んだ。多くのウクライナの神学者がロシアで活動。ウクライナ・ベラルーシのカトリック教会はポーランド・リトアニア共和国で優勢となった。
- 1685-1686年：キエフ正教府主教区がモスクワ総主教庁に服属、府主教ゲデオン（ウクライナ語版）がモスクワで叙階。
- 1688年：チェルニーヒウ主教区がモスクワ総主教庁直属に。キエフ・ペチェルシク大修道院にスタヴロピギア権付与。
- 1692-1712年：プシェムィシル（1692年）、リヴィウ（1700年）、ルーツク（1702年）の主教区が合同派に転換。
- 1700年：ステファン・ヤヴォルシキー（英語版）がリャザン府主教、後にモスクワ総主教代理。
- 1702-1709年：ドミトロ・トゥプターロ（英語版）がロストフ府主教、「聖人伝」（1699-1705年）、1757年列聖。
- 1720年：ザモイシ会議（英語版）で合同教会の改革。
- 1721年：フェオファン・プロコポビッチの「霊的規程」、モスクワ総主教庁廃止、至聖公会設立。
- 1743-1764年：聖ユーラ大聖堂（リヴィウ）建設。
- 1772年：ガリツィアがオーストリア領となり、ギリシャ・カトリック教会が発展。
- 1783年：リヴィウにギリシャ・カトリック神学校設立。

### 18世紀末から1917年まで
ロシア帝国下のウクライナ正教会はさらなるロシア化が進み、合同教会は強制的に解消。オーストリアではギリシャ・カトリック教会がウクライナ民族教会として発展した。
- 1808年：ガリツィア府主教区（ウクライナ語版）復活（府主教アントン・アンゲロヴィチ（ウクライナ語版））。
- 1819年：キエフ・モヒーラ・アカデミーを基盤にキエフ神学アカデミー設立。
- 1839年：ロシア帝国での合同教会の廃止。
- 1875年：ホルムとピドリャシュシャでの合同教会の強制廃止。
- 1900年：アンドレイ・シェプティツキーがガリツィア府主教（1900-1944年）。

### 1917年から1939年まで
1917年のロシア革命とウクライナの独立運動は正教会のウクライナ化を促し、ウクライナ自治正教会（UAPC）が1921年に設立されたが、1920年代末からソビエト政権により壊滅。ギリシャ・カトリック教会はガリツィアや海外で発展。
- 1918年：ウクライナ人民政府が正教会の自治を宣言。
- 1921年：キエフでUAPC設立、ヴァシル・リプキウシキー（英語版）が府主教（1921-1927年）。
- 1924年：ポーランドの正教会がコンスタンティノープルから自治権獲得。
- 1930年：UAPCの強制解散。

### 第二次世界大戦とその後（1939-1983年）
1942-1944年にUAPCが復活したが、ソビエト政権の復帰で再び壊滅。ギリシャ・カトリック教会も1946-1949年に禁止され、地下活動に。ディアスポラでウクライナ教会が存続。
- 1942年：ライヒスコミサリアト・ウクライナ（英語版）でUAPC復活。
- 1946年：リヴィウの「会議」でブレスト合同の無効化、ギリシャ・カトリック教会のロシア正教会への統合。
- 1963年：ヨシフ・スリーピ（英語版）がローマに到着、ウクライナ・カトリック大学（英語版）設立。

### 現代
2020年、ヴァルソロメオス1世はウクライナ正教会をウクライナ唯一の正規正教会と確認。2018年10月11日、コンスタンティノープル総主教庁は1686年のモスクワ総主教庁のキエフ府主教区支配を無効化。2019年1月6日、エピファニーがトモスを受け、ウクライナ正教会の自治が確立。